# باب شعفة
باب شعفة، أو باب سبع بنات هو باب تاريخي يقع داخل سور المدينة العتيقة لسلا بالمغرب. يقع هذا الباب في الجانب الشمالي للسور المرابطي والذي هدمه الخليفة الموحدي عبد المؤمن بن علي ثم جدد بنائه حفيده يعقوب المنصور الموحدي، ومن بعده جدده السلطان أبو الحسن المريني.
سنة 2017، انهار جزء من السور المحيط بباب شعفة نتيجة أمطار غزيرة عرفتها مدينة سلا. تمّ ترميم الأجزاء المفقودة لاحقا.

## أصل التسمية
سمّي الباب بباب شعفة لأنه كان مفروشا بالحجارة الزرقاء الصلبة المجلوبة من أنقاض مدينة شالة التاريخية.
وفي سبب تسميته بباب سبع بنات هناك روايات عديدة فهناك من قال بأن السلاويين عندما تهيئوا للجهاد ضد إحدى الهجمات التي وقعت على مدينتهم في سنة 685هـ/ 1260م كانت بينهم سبع بنات سقطن شهيدات أمام هذا الباب، وقيل أن سبع بنات خرجن للجهاد ليلة عرسهن وسقطن شهيدات ومن أجل ذلك نسب إليهن هذا الباب.